# Coupe d'Irlande du Nord féminine de football 2015
Navigation
Édition précédente Édition suivante
La 11e Coupe d'Irlande du Nord de football féminin se dispute entre le 16 mai 2016 le mois de septembre de la même année. Le Linfield Ladies Football Club remet en jeu son titre obtenu en 2014. 
Cliftonville Ladies remporte pour la première fois de son histoire la Coupe d'Irlande du Nord en battant en finale les Crusaders Strikers sur le score de 4 buts à 1.

## Premier tour
| Club recevant          | Score   | Club visiteur             | Stade | Date   |
| ---------------------- | ------- | ------------------------- | ----- | ------ |
| Bangor Ladies          | 7-2     | Cumann Spoirt An Phobail  | .     | 11 mai |
| Carrick Rangers Ladies | 4-3     | Armagh City Ladies        | .     | 11 mai |
| Celtic Ghirls          | 1-2     | Valley Rangers            | .     | 11 mai |
| Downpatrick Ladies     | 0-2     | Saint Matthews            | .     | 11 mai |
| Dromore Amateurs       | 3-0     | Portadown Ladies          | .     | 11 mai |
| PSNI                   | 4-0     | Bainbridge Town Ladies FC | .     | 11 mai |
| Shankill Predators     | forfait | Coleraine Ladies          | .     | 11 mai |

## Deuxième tour
| Club recevant        | Score   | Club visiteur     | Stade | Date     |
| -------------------- | ------- | ----------------- | ----- | -------- |
| Carrick Rangers      | 0-3     | Saint Matthews    | .     | 1 juin   |
| Crumlin United       | 1-6     | Lisburn Ladies    | .     | 1er juin |
| Dromore Amateurs     | 5-0     | Craigavon City    | .     | 1er juin |
| Killen Rangers       | forfait | Derry City FC     | .     | 1er juin |
| Valley Rangers       | 5-3     | Bangor Ladies     | .     | 1er juin |
| Chimney Corner Breda | 0-3     | Coleraine Ladies  | .     | 1er juin |
| Carnmoney LFC        | 4-2     | PSNI              | .     | 8 juin   |
| Killyleagh Youth FC  | 0-3     | Comber Rectory FC | .     | 8 juin   |

## Troisième tour
| Club recevant                   | Score           | Club visiteur            | Stade | Date    |
| ------------------------------- | --------------- | ------------------------ | ----- | ------- |
| Ballymena Allstars              | forfait         | Valley Rangers           | .     | 22 juin |
| Cliftonville Ladies             | 5-2             | Dromore Amateurs         | .     | 22 juin |
| Coleraine Ladies                | 5-4 a. p.       | Carnmoney LFC            | .     | 22 juin |
| Crusaders Strikers              | 7-0             | Lisburn Ladies           | .     | 22 juin |
| Comber Rectory FC               | 5-1             | Saint Matthews           | .     | 22 juin |
| Mid Ulster Ladies Football Club | 5-1             | Killen Rangers           | .     | 22 juin |
| Newry City LFC                  | 0-3             | Linfield Ladies          | .     | 22 juin |
| Sion Swifts                     | 1-1 4-2t. a. b. | Glentoran Belfast United | .     | 22 juin |

## Quarts de finale
| Quart de finale 1 | Ballymena Allstars | 1-4 | Cliftonville Allstar |  |
| 20 juillet 2015   |                    |     |                      |  |

| Quart de finale 2 | Comber Rectory FC | 2-2 | Coleraine Ladies |  |
| 20 juillet 2015   |                   |     |                  |  |
|                   | Tirs au but 5-6   |     |                  |  |

| Quart de finale 3 | Crusaders Strikers | 4-1 | Mid Ulster Ladies Football Club |  |
| 20 juillet 2015   |                    |     |                                 |  |

| Quart de finale 4 | Sion Swifts | 3-2 | Linfield Ladies |  |
| 20 juillet 2015   |             |     |                 |  |

## Demi-finales
| Demi-finale 1 | Cliftonville Ladies | 2-1 a. p. | Sion Swifts Ladies |  |
| 3 août 2015   |                     |           |                    |  |

| Demi-finale 2 | Coleraine Ladies | 0-9 | Crusaders Strikers |  |
| 3 août 2015   |                  |     |                    |  |

## Finale
| Finale       | Cliftonville Ladies | 4-1 | Crusaders Strikers |  |
| 31 août 2015 |                     |     |                    |  |